# Funkkanal
Ein Funkkanal ist in der Funktechnik eine Frequenz bzw. ein Frequenzbereich, auf dem ein Funksignal übertragen wird, z. B. analoge Sprache oder digitale Daten. Er entspricht damit der Definition eines Kanals in der Informationstheorie. Die Bandbreite des Kanals ist ausschlaggebend für die Menge der Information, die pro Zeitspanne darüber gesendet werden kann. Je größer die Bandbreite gewählt wird, desto mehr Daten können übertragen werden, aber desto weniger Kanäle passen (ohne Überlappungen) in ein bestimmtes Frequenzband. Darüber hinaus ist die Bandbreite ausschlaggebend für räumliche Signalschwankungen.  Bei digitaler Übertragung spricht man von der Datenrate eines Kanals.
Je nach Verwendungszweck wurden auf bestimmten Frequenzbereichen Kanalraster definiert. Diese geben den Abstand eines Funkkanals zum nächsten und oft auch dessen Modulationsart an.

## Zeitvarianz und Frequenzselektivität
Bei einem Funkkanal gibt es grundsätzlich Mehrwegeausbreitung. Ausbreitungspfade lassen sich nach Betrag und Phase (als komplexe Größe) darstellen. Die Übertragungsfunktion des Funkkanals kann als Verhältnis zwischen Sende- und Empfangsspannung aufgefasst werden. Die Übertragungsfunktion {\displaystyle {\underline {G}}(f,t)} ist im Folgenden aufgeführt. Hierbei wird nur der Betrag der Sendespannung betrachtet, sodass die Phase der Empfangsspannung direkt die Phase der Übertragungsfunktion darstellt. 
{\displaystyle {\underline {G}}(f,t)={\frac {{\underline {U}}(f,t)_{\text{RX}}}{|{\underline {U}}(f,t)_{\text{TX}}|}}}

Der Funkkanal ist kein LTI (engl. „linear time-invariant“)-System. Dies kommt beispielsweise dadurch zustande, dass sich das Wetter entlang einer Übertragungsstrecke verändert oder dadurch, dass sich Sender und/oder Empfänger bewegen. Man spricht deswegen von der Zeitvarianz. Der Funkkanal lässt sich im Zeitbereich so beschreiben, dass, wenn der Kanal am Eingang mit einer harmonischen Schwingung angeregt wird, am Ausgang ein verändertes Signal auftritt. Die Veränderung entspricht einer Amplituden- und Phasenmodulation dieser Schwingung. Dieser Effekt rührt daher, dass bei der Übertragungsfunktion Betrag und Phase sich zeitlich verändern, wie es auch bei den beiden genannten Modulationsarten der Fall ist.
Die Spannung an der Empfangsantenne ist grundsätzlich frequenzabhängig, was auf physikalische Effekte zurückzuführen ist, z. B. auf die Freiraumdämpfung. Man spricht von der „Frequenzselektivität“. Um die Frequenzselektivität eines Funkkanals im Zeitbereich zu beschreiben, dient das engl. „Power Delay Profile“ mit der Kenngröße „Impulsverbreiterung“. Das „Power Delay Profile“ zeigt, zu welcher Zeit {\displaystyle \tau } Leistungen von Mehrwegesignalen empfangen werden. Man kann nun die mittlere Laufzeit berechnen und schauen wie stark das „Power Delay Profile“ abweicht, welches als Standardabweichung angegeben wird. Dabei spricht man auch von der Impulsverbreiterung. Je größer diese ist, je größer also die Laufzeitendifferenzen des auf mehreren Wegen eintreffenden Signals ist, desto frequenzselektiver ist ein Funkkanal.

## Bandbreite
Es gilt grundsätzlich der Zusammenhang: Je breitbandiger ein Signal, desto unwahrscheinlicher ist die gleichzeitige Auslöschung auf allen Frequenzen in einem Raumpunkt durch Interferenz. Das heißt, dass der Empfang eines breitbandigen Signals (mehrere Gigahertz Bandbreite) räumlich eher konstant ist als bei z. B. dem eher schmalbandigen Bluetooth.

## Modellierung
Das Ziel der Modellierung eines Funkkanals ist die Vorhersage des Empfangssignals an einem beliebigen räumlichen Punkt. Kanalmodelle können zur Berechnung der Impulsantwort herangezogen werden. Das heißt, dass der Funkkanal durch ein entsprechend gutes Modell mathematisch einwandfrei beschrieben werden kann. Grundsätzlich unterscheidet man bei der Modellierung zwischen vier Vorgehensweisen: 
1. Deterministische Kanalmodelle
2. Stochastische Kanalmodelle
3. Geometrisch-stochastische Modelle
4. Vereinfachte Kanalmodelle

Bei Deterministischen Kanalmodellen ist eine realitätsgetreue, dreidimensionale Nachbildung des Szenarios notwendig. Dies beinhaltet Materialeigenschaften wie Permittivität oder Elektrische Leitfähigkeit. Die erste Kategorie lässt sich in zwei Grundvorgehensweisen unterteilen. Das aufwendigste Verfahren beruht auf der Lösung der Maxwell-Gleichungen, um die Feldstärke in jedem Raumpunkt vorhersagen zu können. Es ist leicht nachvollziehbar, dass diese Methode viel Speicherplatz bedarf und eine gute Rechenleistung voraussetzt. Darüber hinaus gibt es das strahlenoptische Verfahren (engl. „Ray-Tracing“). Hierbei werden mögliche Ausbreitungspfade gesucht und unter Berücksichtigung von Beugung, Streuung und Reflexion das Empfangssignal berechnet. Beide Verfahren können in einem Raum (z. B. Wohnzimmer) oder auf eine ganze Funkzelle (Mobilfunk in einer Stadt) angewendet werden.
Bei stochastischen Kanalmodellen z. B. dem „Taped Delay Line“-Kanalmodell wird ein direkter Pfad dargestellt (ohne Häuser dazwischen, bezogen auf das Beispiel mit der Funkzelle). Dazu kommen nun pseudo-zufällig verzögerte Ausbreitungspfade. Der große Vorteil liegt hier in dem geringen Aufwand: Die 3D-Nachbildung fällt weg und die benötigte Rechenzeit schrumpft stark im Vergleich zu den obigen Modellen. Man kann bei einem stochastischen Kanalmodell auf ein Filter mit endlicher Impulsantwort zurückgreifen. Die Impulsantwort des Kanals ist dann natürlich eine endliche Impulsfolge. Die Filterkoeffizienten müssen auf pseudo-zufällige Weise entstehen und bei einer Simulation eine Funktion der Zeit darstellen. Für die Filterkoeffizienten kann bei direkter Sichtverbindung auf die Rice-Verteilung und bei einer nicht optischen Verbindung auf die Rayleigh-Verteilung zurückgegriffen werden.
Bei einem geometrisch-stochastischen Vorgehen wird stochastisch eine dreidimensionale Situation erzeugt und dann Pfade gesucht. 

Oft reichen sehr triviale Lösungsansätze zur Berechnung eines Funkkanals. Die letzte Kategorie umfasst beispielsweise das Zweistrahlmodell, bei welchem von zwei Strahlen ausgegangen wird. Einem direkten und einem indirekten (reflektierten).